# Deatte 5-byo de Batoru
Battle Game in 5 Seconds (яп. 出会って5秒でバトル Дэаттэ го-бё: дэ батору, «Сражение через 5 секунд после встречи») — манга, созданная Сайдзо Хараватой и проиллюстрированная Мияко Касивой. Она выходит в приложении MangaONE издательства Shogakukan и на сайте Ura Sunday с августа 2015 года. Является ремейком одноименного вебкомикса Хараваты. На её основе в июле 2021 года планируется выпуск аниме студиями SynergySP и Vega Entertainment с CG-анимацией, выполненной Studio A-Cat.

## Сюжет
Обычный школьник Акира Сироянаги оказывается атакован по пути в школу, но благодаря своей смекалке заманивает нападавшего в ловушку и справляется с ним. После этого он сталкивается с таинственной девушкой Мион, которая моментально его убивает. Когда Акира приходит в себя, он оказывается цел и невредим, но согласно объяснению Мион, и он, и другие люди в этом месте считаются мёртвыми для окружающего мира и теперь им предстоит принять участие в эксперименте и помочь с тестированием новой игры. Для этого им были даны особые способности. Акира планирует выиграть и отомстить устроившей этот эксперимент организации.

## Персонажи
Акира Сироянаги (яп. 白柳 啓 Сироянаги Акира) — обычный школьник, любящий видеоигры и конфеты компэйто. Его способность — «это то, что считает твоей способностью противник».
Сэйю: Аюму Мурасэ
Юри Амагакэ (яп. 天翔 優利 Амагакэ Ю:ри) — обычная школьница, участвующая в игре. Её способность — увеличение собственной силы на 5.
Сэйю: Айми
Мион (яп. 魅音) — таинственная женщина, «убившая» Акиру и затем объяснившая правила игры всем участникам. Её способность — превращать руку в пушку.
Сэйю: Маюми Синтани
Мадока Кирисаки (яп. 霧崎 円 Кирисаки Мадока) — ученик третьего класса старшей школы и первый противник Акиры в игре, во втором раунде оказавшийся в его команде.
Сэйю: Кадзуя Накаи
Син Кумагири (яп. 熊切 真 Кумагири Син) — профессиональный рестлер, участвующий в игре. Его способность — становиться неуязвимым на 2 секунды.
Сэйю: Юити Накамура
Ринго Татара (яп. 多々良 りんご Татара Ринго) — ученица третьего класса старшей школы и одна из игроков. Её способность — копирование 1/10 силы способности противника.
Сэйю: Миюри Симабукуро
Ян (яп. ヤン) — помощница Мион.
Сэйю: Акари Кито

## Медиа

### Манга
Battle in 5 Seconds After Meeting создана Сайдзо Хараватой. Изначально она выходила в виде вебкомикса, но с 11 августа 2015 года его ремейк с иллюстрациями Касивы Мияко начал публиковаться в приложении MangaONE издательства Shogakukan, а неделю спустя — на сайте Ura Sunday. Издательство собрало главы в танкобоны, первый из них был отпечатан 26 февраля 2016 года. На март 2021 года вышло 16 томов.
Выпуск манги лицензирован в Индонезии издательством Elex Media Komputindo.

### Аниме
В ноябре 2020 года было объявлено, что по манге планируется выпуск аниме-сериала. Его производством займутся студии SynergySP и Vega Entertainment, режиссёром станет Нобуёси Араи, а Мэйго Найто выступит в качестве «главного режиссёра», сценаристом назначили — Токо Матиду, дизайнерами персонажей — Томокацу Нагасаку и Икуо Ямамото, а CG-анимацию возьмет на себя Studio A-Cat. Премьера аниме запланирована на 13 июля 2021 года на каналах Tokyo MX и BS11.
Muse Communication лицензировала аниме для показа в Южной и Юго-Восточной Азии.

## Критика
На ноябрь 2020 года в обороте находилось более 2 млн копий манги.

## Комментарии
1. 1 2  Производство анимации (アニメーション制作)
2. ↑  производство CG-анимации (CGアニメーション制作)
3. ↑  В программе передач для TV Tokyo время премьеры аниме указано как 12 июля 24:00, что фактически означает полночь 13 июля.